# Люри-сюр-Арнон
Люри́-сюр-Арно́н (фр. Lury-sur-Arnon) — коммуна во Франции, находится в регионе Центр. Департамент — Шер. Главный город кантона Люри-сюр-Арнон. Округ коммуны — Вьерзон.
Код INSEE коммуны — 18134.

## География
Коммуна расположена приблизительно в 195 км к югу от Парижа, в 90 км южнее Орлеана, в 27 км к западу от Буржа.
По территории коммуны протекает река Арнон.

## Население
Население коммуны на 2008 год составляло 681 человек.
| 1962 | 1968 | 1975 | 1982 | 1990 | 1999 | 2008 |
| ---- | ---- | ---- | ---- | ---- | ---- | ---- |
| 611  | 612  | 528  | 566  | 644  | 671  | 681  |

## Администрация
| Период | Период | Фамилия       | Партия       | Примечания |
| ------ | ------ | ------------- | ------------ | ---------- |
| 1976   | 2008   | Ив Шомо       | беспартийный |            |
| 2008   | 2014   | Жан-Клод Фаго | беспартийный |            |

## Экономика
В 2007 году среди 441 человека в трудоспособном возрасте (15-64 лет) 341 были активными, 100 — неактивными (показатель активности — 77,3 %, в 1999 году было 71,1 %). Из 341 активных работали 292 человека (161 мужчина и 131 женщина), безработных было 49 (23 мужчины и 26 женщин). Среди 100 неактивных 29 человек были учениками или студентами, 38 — пенсионерами, 33 были неактивными по другим причинам.